# Listă de comune din județul Buzău
Această listă de comune din județul Buzău cuprinde toate cele 82 comune din județul Buzău în ordine alfabetică.

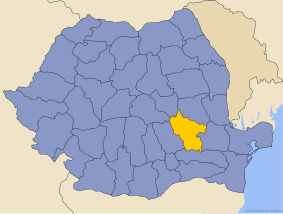
Judeţul Buzău

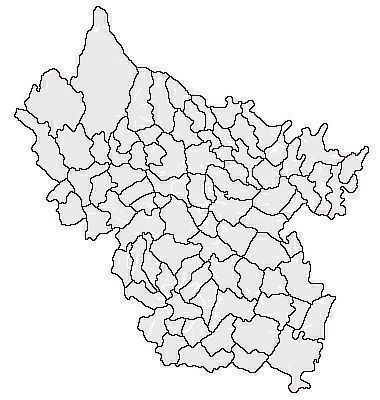
Harta judeţului cu împărţirea administrativ-teritorială pe comune

1. Amaru
2. Balta Albă
3. Bălăceanu
4. Beceni
5. Berca
6. Bisoca
7. Blăjani
8. Boldu
9. Bozioru
10. Brădeanu
11. Brăești
12. Breaza
13. Buda
14. C.A. Rosetti
15. Calvini
16. Cănești
17. Cătina
18. Cernătești
19. Chiliile
20. Chiojdu
21. Cilibia
22. Cislău
23. Cochirleanca
24. Colți
25. Costești
26. Cozieni
27. Florica
28. Gălbinași
29. Gherăseni
30. Ghergheasa
31. Glodeanu Sărat
32. Glodeanu-Siliștea
33. Grebănu
34. Gura Teghii
35. Largu
36. Lopătari
37. Luciu
38. Măgura
39. Mărăcineni
40. Mărgăritești
41. Mânzălești
42. Merei
43. Mihăilești
44. Movila Banului
45. Murgești
46. Năeni
47. Odăile
48. Padina
49. Pardoși
50. Pănătău
51. Pârscov
52. Pietroasele
53. Podgoria
54. Poșta Câlnău
55. Puiești
56. Racovițeni
57. Râmnicelu
58. Robeasca
59. Rușețu
60. Săgeata
61. Săhăteni
62. Săpoca
63. Sărulești
64. Scorțoasa
65. Scutelnici
66. Siriu
67. Smeeni
68. Stâlpu
69. Tisău
70. Topliceni
71. Țintești
72. Ulmeni
73. Unguriu
74. Vadu Pașii
75. Valea Râmnicului
76. Valea Salciei
77. Vâlcelele
78. Vernești
79. Vintilă Vodă
80. Viperești
81. Zărnești
82. Ziduri

## Schimbări recente

### 2004
- Se înființează comuna Unguriu, prin reorganizarea comunei Măgura.
- Pătârlagele devine oraș.
- Se înființează comuna Florica, prin reorganizarea comunei Mihăilești.